# Liste der Naturdenkmäler in Ratschings
Die Liste der Naturdenkmäler in Ratschings (italienisch Racines) enthält die 23 als Naturdenkmal ausgewiesenen Objekte auf dem Gebiet der Gemeinde Ratschings in Südtirol.
Basis ist das im Internet einsehbare offizielle Verzeichnis der Naturdenkmäler in Südtirol (Stand: 23. Januar 2015). Dabei kann es sich um botanische, geologische oder hydrologische Naturdenkmäler handeln. Die Reihenfolge in dieser Liste orientiert sich an der ID, alternativ ist sie auch nach dem Namen sortierbar.

## Liste
| Foto |                 | Name                                             | Standort                     | Beschreibung                              |
| ---- | --------------- | ------------------------------------------------ | ---------------------------- | ----------------------------------------- |
| BW   | Datei hochladen | Fichte beim Fiechterhof ID: 073_G01              | 46° 52′ 51″ N, 11° 22′ 33″ O | Botanisches Naturdenkmal: Fichte          |
| BW   | Datei hochladen | Edelkastanie beim Schoaterhof ID: 073_G02        | 46° 52′ 50″ N, 11° 22′ 19″ O | Botanisches Naturdenkmal: Kastanie        |
| ja   | Datei hochladen | Edelkastanie im Schloßhof Wolfsthurn ID: 073_G03 | 46° 53′ 35″ N, 11° 20′ 56″ O | Botanisches Naturdenkmal: Kastanie        |
| ja   | Datei hochladen | Gilfenklamm ID: 073_G04                          | 46° 52′ 38″ N, 11° 22′ 3″ O  | Hydrologisches Naturdenkmal: Schlucht     |
| ja   | Datei hochladen | Burkhardsklamm ID: 073_G05                       | 46° 56′ 14″ N, 11° 15′ 26″ O | Hydrologisches Naturdenkmal: Wasserfall   |
| ja   | Datei hochladen | Aglsboden ID: 073_G06                            | 46° 56′ 27″ N, 11° 15′ 5″ O  | Hydrologisches Naturdenkmal: Flussdelta   |
| ja   | Datei hochladen | Obere Aglsfälle ID: 073_G07                      | 46° 57′ 2″ N, 11° 14′ 7″ O   | Hydrologisches Naturdenkmal: Wasserfall   |
| ja   | Datei hochladen | Pfurnsee ID: 073_G08                             | 46° 57′ 17″ N, 11° 15′ 17″ O | Hydrologisches Naturdenkmal: See          |
| ja   | Datei hochladen | Übeltalsee ID: 073_G09                           | 46° 57′ 14″ N, 11° 12′ 40″ O | Hydrologisches Naturdenkmal: See          |
| BW   | Datei hochladen | Unterer Moarer Egetsee ID: 073_G10               | 46° 54′ 24″ N, 11° 12′ 42″ O | Hydrologisches Naturdenkmal: See          |
| BW   | Datei hochladen | Mittlerer Moarer Egetsee ID: 073_G11             | 46° 54′ 37″ N, 11° 12′ 56″ O | Hydrologisches Naturdenkmal: See          |
| BW   | Datei hochladen | Oberer Moarer Egetsee ID: 073_G12                | 46° 54′ 44″ N, 11° 13′ 8″ O  | Hydrologisches Naturdenkmal: See          |
| BW   | Datei hochladen | Innerer Senner Egetsee ID: 073_G13               | 46° 55′ 4″ N, 11° 12′ 33″ O  | Hydrologisches Naturdenkmal: See          |
| BW   | Datei hochladen | Mittlerer Senner Egetsee ID: 073_G14             | 46° 55′ 16″ N, 11° 12′ 33″ O | Hydrologisches Naturdenkmal: See          |
| BW   | Datei hochladen | Äußere Senner Egetseen ID: 073_G15               | 46° 55′ 53″ N, 11° 13′ 11″ O | Hydrologisches Naturdenkmal: See          |
| BW   | Datei hochladen | Trüber See ID: 073_G16                           | 46° 55′ 54″ N, 11° 13′ 35″ O | Hydrologisches Naturdenkmal: See          |
| BW   | Datei hochladen | Butsee ID: 073_G17                               | 46° 51′ 56″ N, 11° 12′ 56″ O | Hydrologisches Naturdenkmal: See          |
| BW   | Datei hochladen | Geseebe ID: 073_G18                              | 46° 55′ 23″ N, 11° 19′ 49″ O | Hydrologisches Naturdenkmal: See          |
| BW   | Datei hochladen | Rusterau ID: 073_G19                             | 46° 53′ 4″ N, 11° 25′ 4″ O   | Hydrologisches Naturdenkmal: Feuchtgebiet |
| BW   | Datei hochladen | Sprengmoos ID: 073_G20                           | 46° 52′ 39″ N, 11° 21′ 40″ O | Hydrologisches Naturdenkmal: Feuchtgebiet |
| BW   | Datei hochladen | Kerschbaummoos ID: 073_G21                       | 46° 53′ 35″ N, 11° 20′ 0″ O  | Hydrologisches Naturdenkmal: Feuchtgebiet |
| BW   | Datei hochladen | Untergerinemoos ID: 073_G22                      | 46° 54′ 51″ N, 11° 18′ 19″ O | Hydrologisches Naturdenkmal: Feuchtgebiet |
| BW   | Datei hochladen | Achenrainschlucht ID: 073_G23                    | 46° 54′ 17″ N, 11° 19′ 44″ O | Hydrologisches Naturdenkmal: Schlucht     |

| Foto: | Fotografie des Naturdenkmals. Klicken des Fotos erzeugt eine vergrößerte Ansicht. Daneben finden sich zwei Symbole: |
| ID    | Identifikator bei der Abteilung Natur, Landschaft und Raumentwicklung der Südtiroler Landesverwaltung               |